# Gilbert Lavoie
Pour les articles homonymes, voir Lavoie.
Gilbert Lavoie (né en 1948 à Rimouski, Québec, Canada) est un chroniqueur politique et auteur québécois. Il a été l'attaché de presse du premier ministre canadien Brian Mulroney entre 1989 et 1992, le rédacteur en chef du journal Le Droit à Ottawa (1992-1994) et du journal Le Soleil (1994-2001) à Québec. Il a aussi été journaliste pour le journal La Presse à Montréal.

## Publications
- 2009 : Jean Pelletier : Combattez en face, éditeur: Septetrion
- 2010 : Blessures de guerre, éditeur: Septentrion